# Kastellholmen

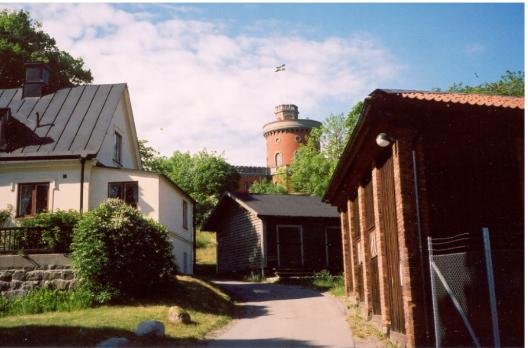
Kastellholmen

Kastellholmen és una petita illa situada al centre d'Estocolm, a Suècia.
Està connectada per un pont a l'illa de Skeppsholmen, i té una superfície de 3,1 hectàrees. Sobre l'illa es troba un petit castell, que es va construir entre 1846 i 1848 sobre plans de l'arquitecte Fredrik Blom, amb la finalitat de substituir al castell construït en 1667 per l'arquitecte Erik Dahlbergh, i que va esclatar el 1845.
Abans de prendre el seu nom actual cap a 1720, fou anomenat Notholmen, Lilla Beckholmen i Skansholmen. El nom de Helgeandsholmen es deriva de "Den helige andes holme", que significa l'illot del Sant Esperit.